# 陳詠芯
陳詠芯（英語：Cindy Chen，1997年—) ，台灣女性模特兒。16歲時以伊林娛樂舉辦《2014第三屆璀璨之星》女模組第一名出道，同時獲得該屆比賽所有組別總冠軍。2017年參加知名國際實境選秀節目《亞洲超級名模生死鬥第五季》，成為睽違兩季後再度出現且最年輕的台灣代表。在節目中獲得兩次最佳照片並成為露得清大使，也以該季第五名的佳績收尾。同年七月擔任2017台北世界大學運動會籃球項目的英語播報員，多家媒體爭相報導造成話題。

## 外部連結
- 陳詠芯的Instagram帳戶
- 陳詠芯的Facebook專頁
- YouTube上的@cindychennel7855頻道